# エギル (フランス)
エギル （Aiguilhe）は、フランス、オーヴェルニュ地域圏、オート＝ロワール県のコミューン。

## 地理
エギルはル・ピュイ＝アン＝ヴレのすぐ隣、てっぺんにサン・ミシェル礼拝堂を頂く、火山活動で生じた岩頸の周囲に広がる。コミューンはサンティアゴ・デ・コンポステーラの巡礼路の一つ、ポディエンシス街道の途上である。ロワール川の支流ボルヌ川がコミューン内を横切る。

## 由来
エギルはかつてEguilhe（1793年）、Equilhe（1801年）とつづられていた。

## 人口統計
| 1962年 | 1968年 | 1975年 | 1982年 | 1990年 | 1999年 | 2006年 | 2012年 |
| ------ | ------ | ------ | ------ | ------ | ------ | ------ | ------ |
| 1016   | 1137   | 1304   | 1376   | 1452   | 1555   | 1595   | 1569   |

source=1999年までLdh/EHESS/Cassini、2004年からINSEE

## 史跡
サン・ミシェル・デギュイユ礼拝堂
高さ85mの細長い岩山は、ふもとに身を寄せ合う町にその名を与えている。礼拝堂は建築上の逸品である。268段の階段を上ってようやく到達するのである。古くから聖なる場所として崇められ、ドルメンの遺跡が基礎に用いられているように見える。その後、ローマ人たちはメルクリウス崇拝の場としていた。10世紀、ル・ピュイ司教ゴドカルクは、サンティアゴ・デ・コンポステーラの巡礼から戻ると、誓いを果たすために聖ミシェルに捧げる礼拝堂を建てようとした。972年にできたとき、建物は元々3つの後陣を備えた四角い礼拝堂だった。11世紀半ば、建物はル・ピュイの大聖堂に触発され、西側に塔が、そして身廊が追加された。教会の東側入り口アーチはモサラベ美術の影響を受けて装飾されている。ドアは2本の柱で縁取られ、柱のどちらも柱頭にアカンサス彫刻が施されている。ファサードは黒、グレー、赤色、白色の石のモザイクで飾られた。我々は入り口を縁取る石の上に、聖ジャン、聖母マリア、キリスト、大天使ミシェル、そして使徒ピエールを見つけることができる。礼拝堂は歩道に囲まれており、そこからはピュイの市街とノートルダム大聖堂、古い橋の下をボルヌ川が流れる素晴らしい眺めが楽しめる。
サン・クレール礼拝堂
村落に上がる小さな広場、旧コミューン役場の隣に、八角形の後陣を備えた12世紀の小さな礼拝堂がある。また、この広場には15世紀の石造の十字架がたつ。礼拝堂の右側には、19世紀につくられたネオ・ゴシック様式の泉がある。
エストルラ橋
全長200m以上、幅5mで、エギルの町からある程度上流でボルヌ川を横断する。そこはエギルと、隣り合うエスパリ・サン・マルセルとの境界となっている。橋の名前は1264年に初めて記述されている。15のアーチが橋を構成するが、川そのものに架かっているのは2つのアーチだけである。

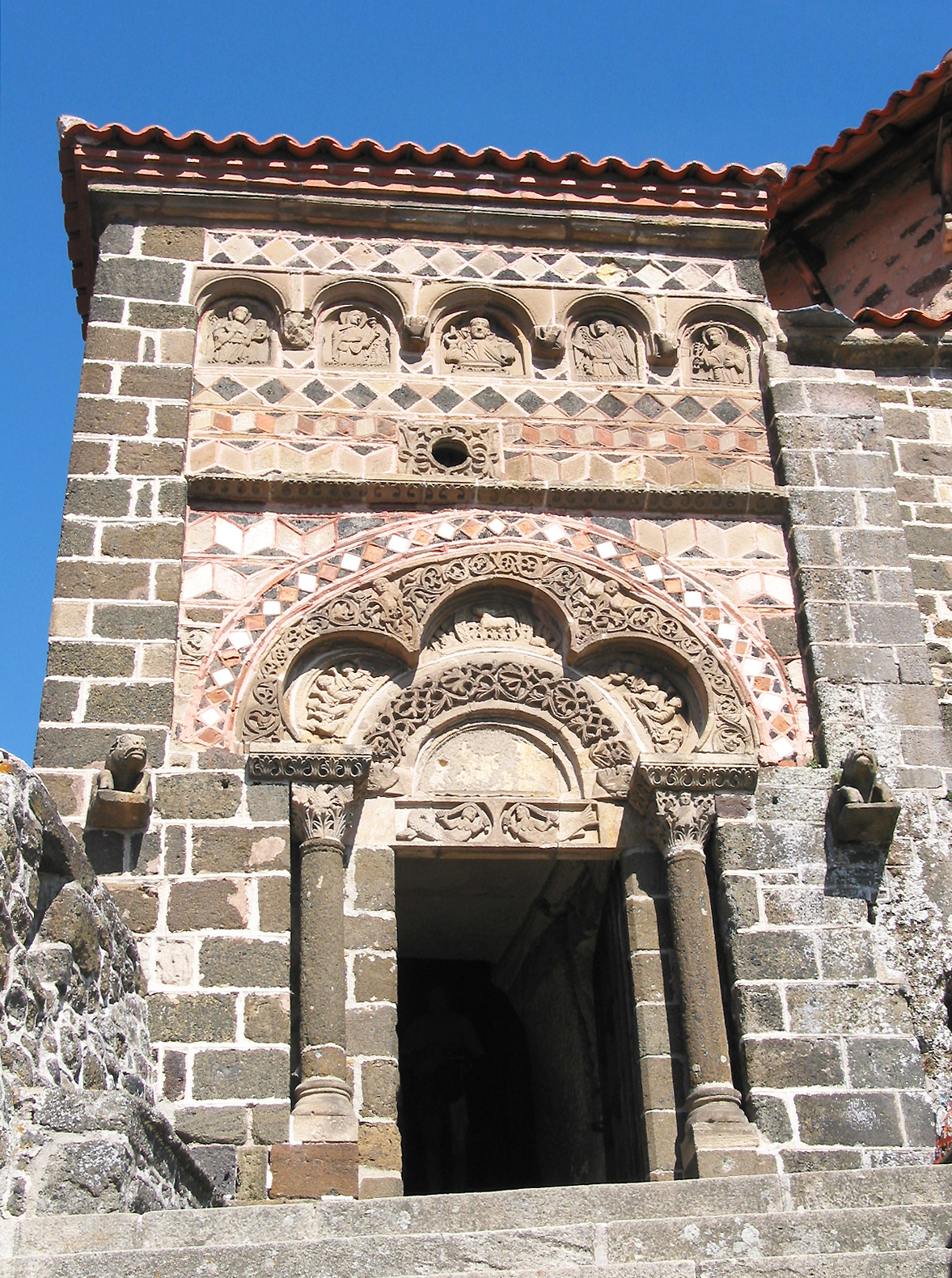
入り口
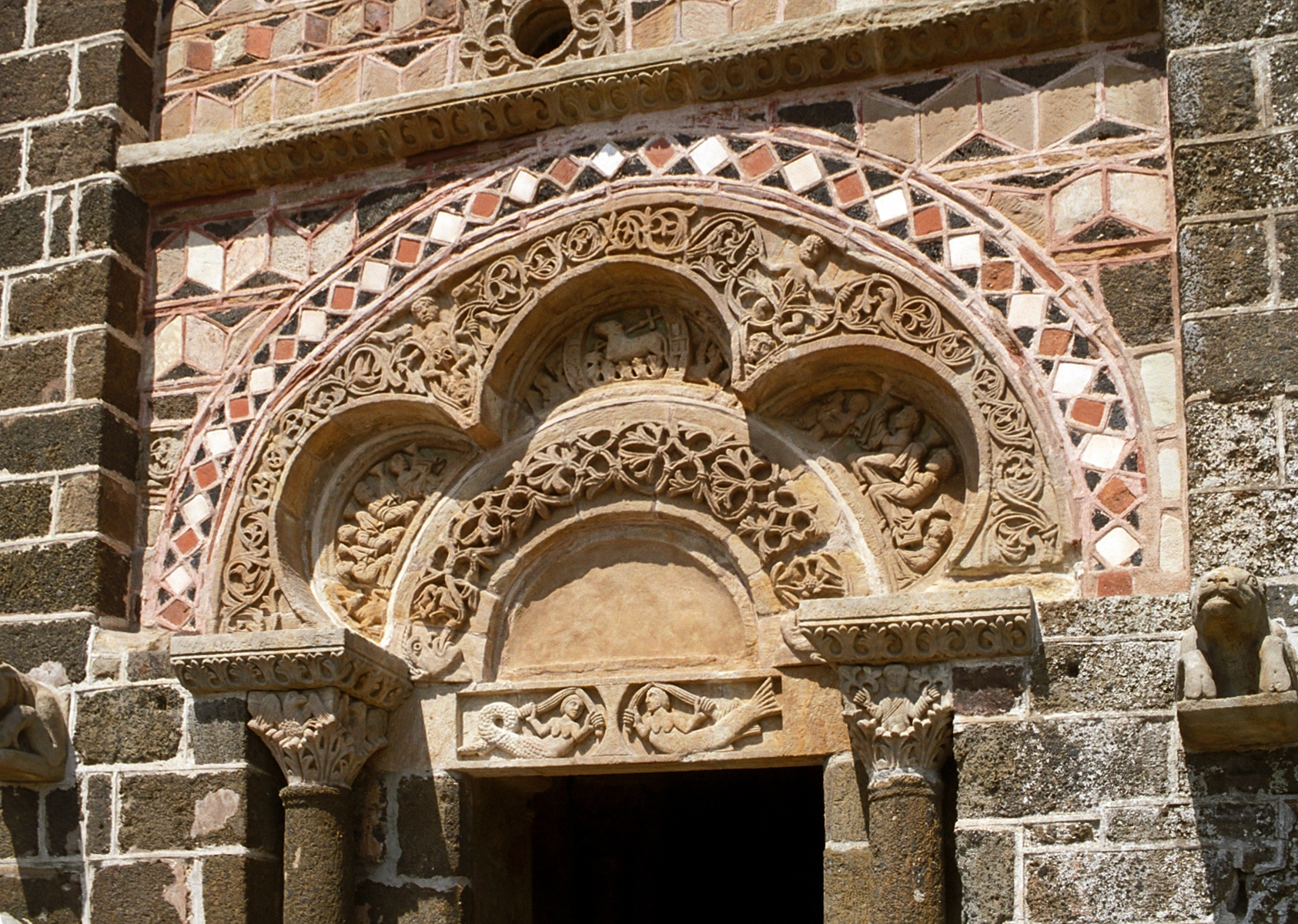
入り口の多弁形アーチと彫刻
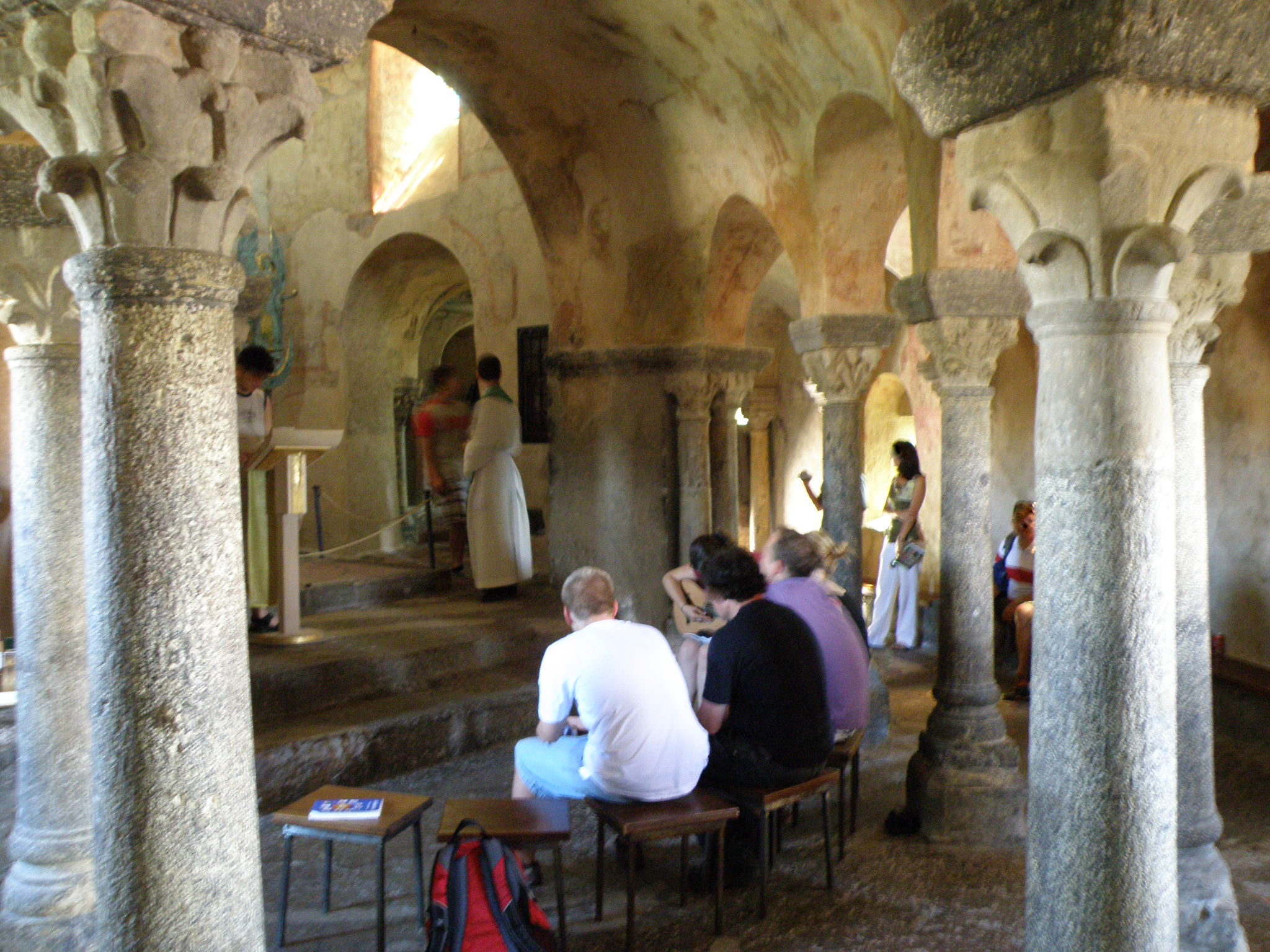
身廊
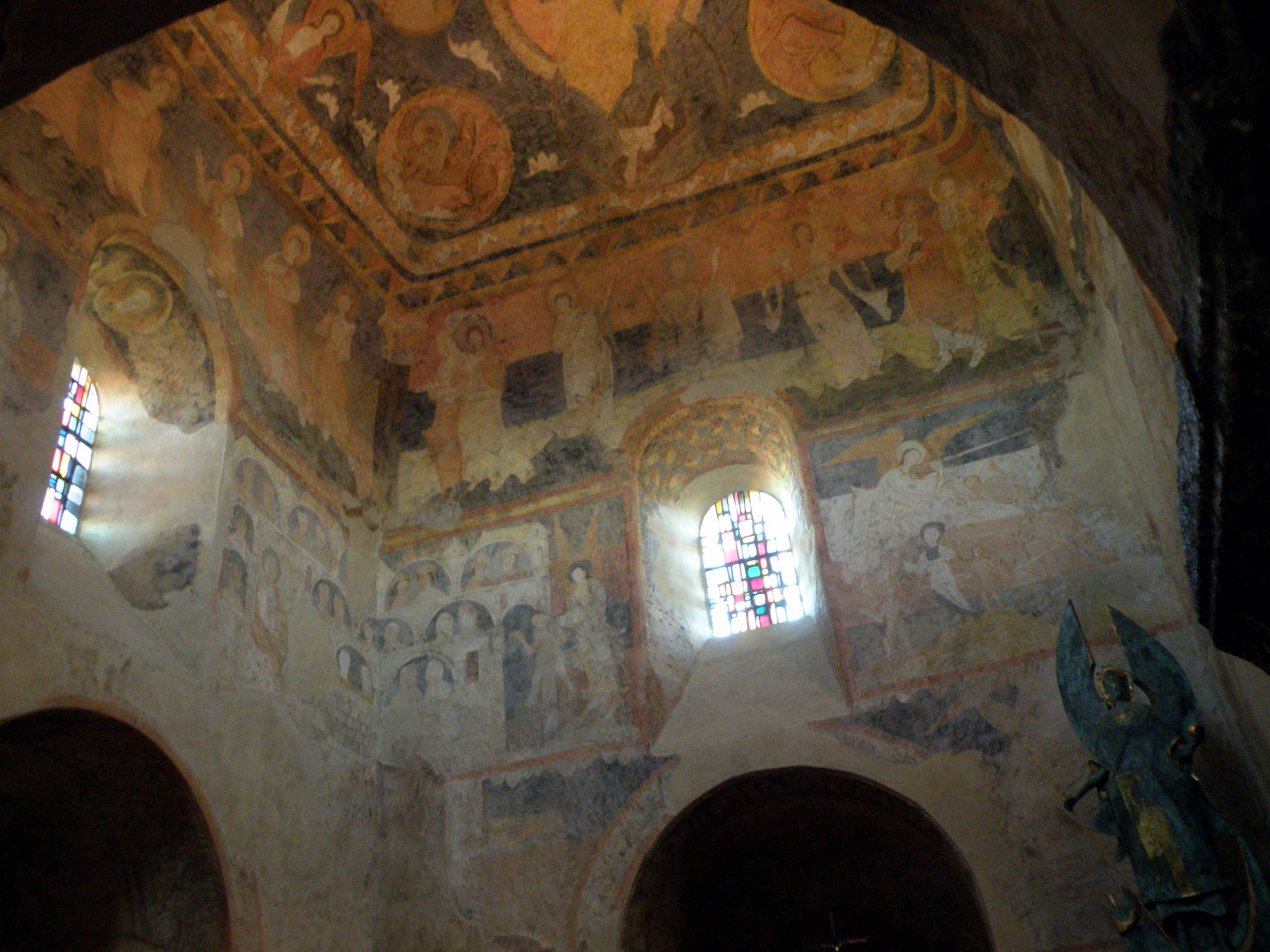
フレスコ画
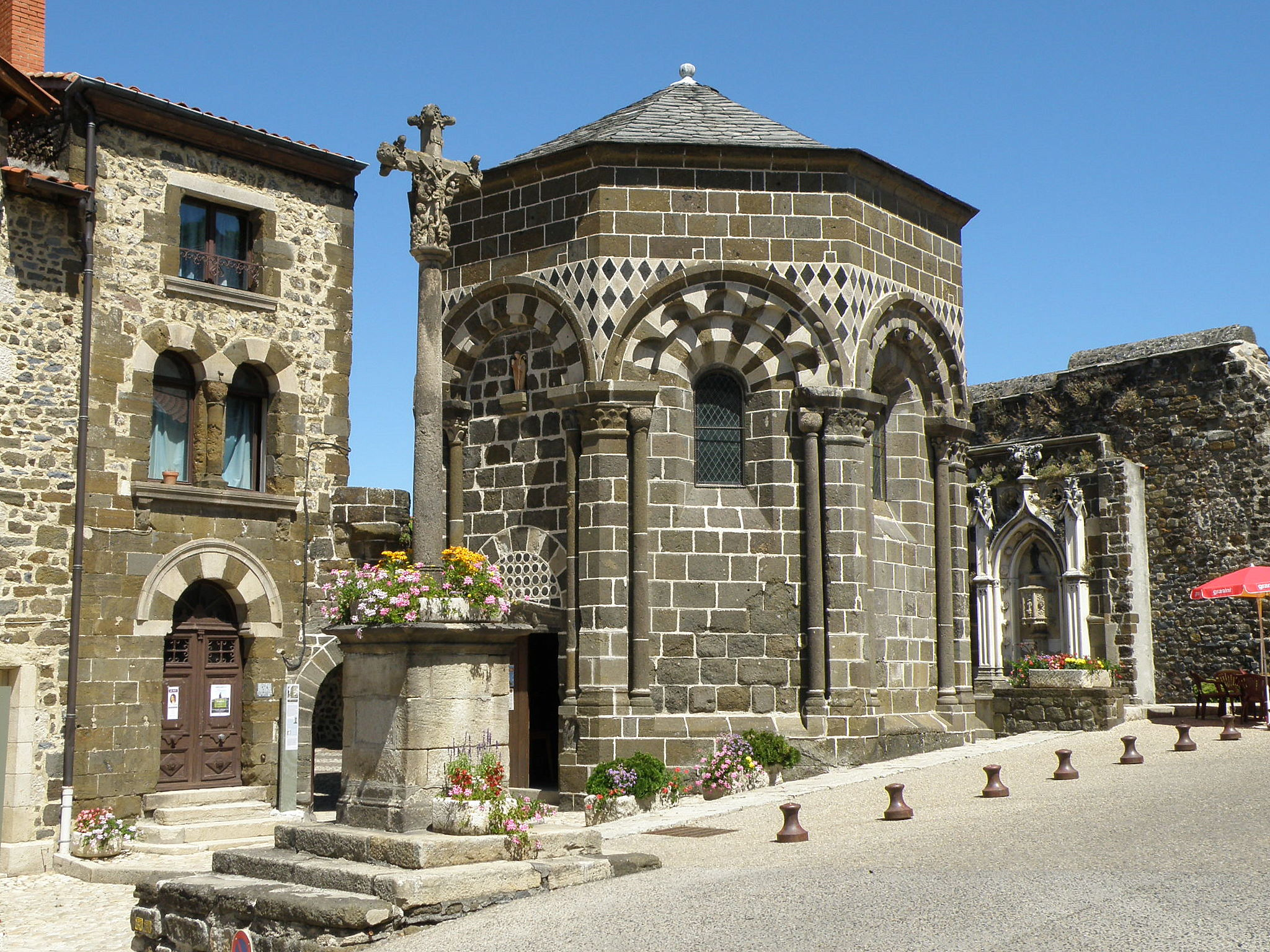
サン・クレール礼拝堂
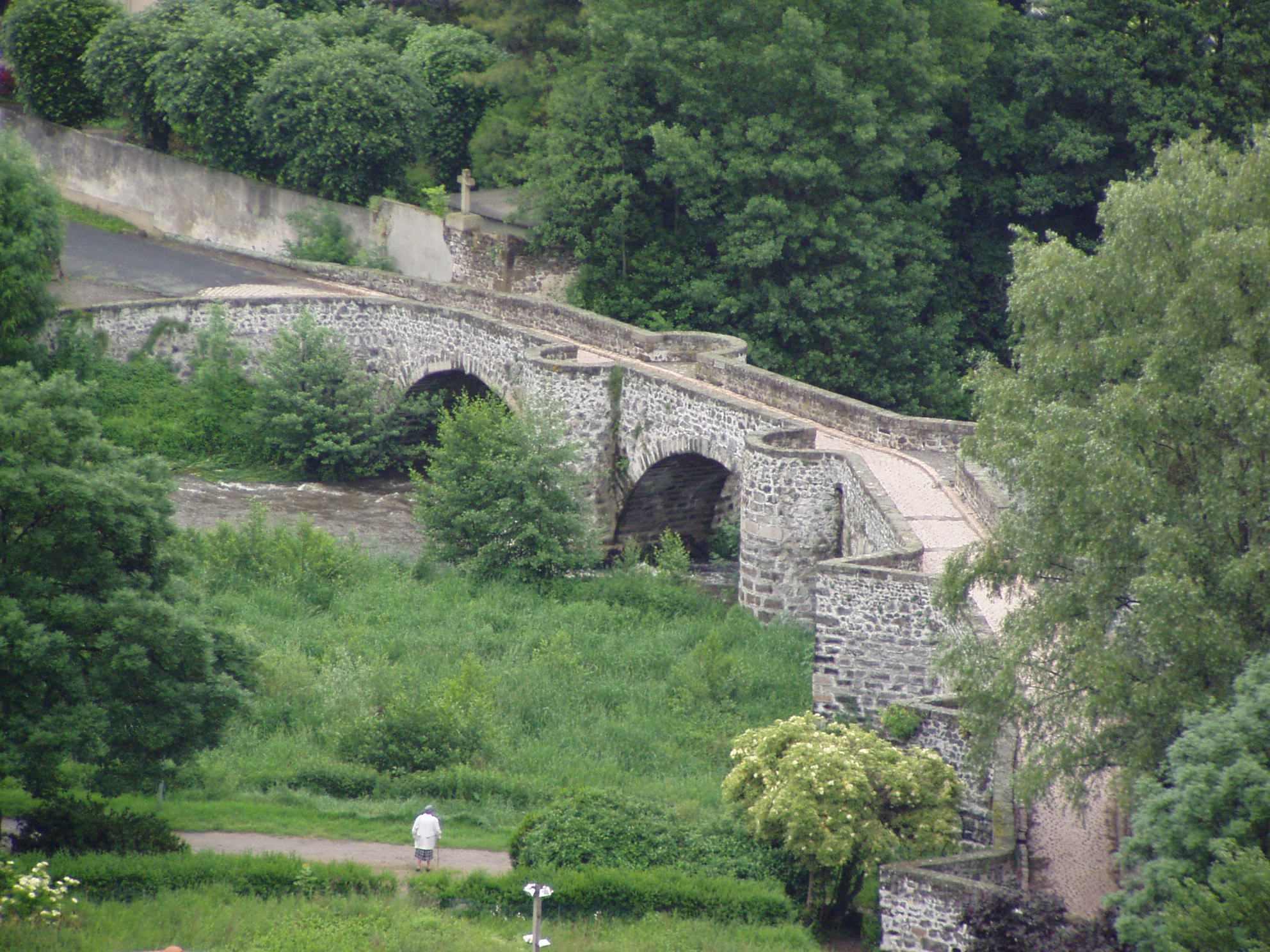
エストルラ橋